# Dicella
Dicella es un género botánico de plantas con flores con 12 especies perteneciente a la familia Malpighiaceae. Es originario de Sudamérica.

## Taxonomía
El género fue descrito por August Heinrich Rudolf Grisebach  y publicado en Linnaea  13: 249, en el año 1839. La especie tipo es Dicella bracteosa (A.Juss.) Griseb.

## Especies
- Dicella aciculifera W.R.Anderson
- Dicella amazonica Pires
- Dicella bracteosa 	(A.Juss.) Griseb.
- Dicella conwayi Rusby
- Dicella holosericea 	A. Juss.
- Dicella julianii 	(J.F.Macbr.) W.R. Anderson
- Dicella lancifolia 	A. Juss.
- Dicella macroptera Mart. ex A. Juss.
- Dicella nucifera Chodat
- Dicella oliveirae M.W.Chase
- Dicella ovatifolia 	A. Juss.
- Dicella tricarpa Nied.